# 拉坦普尔
拉坦普尔（Ratanpur），是印度恰蒂斯加尔邦Bilaspur县的一个城镇。总人口19838（2001年）。

## 人口
该地2001年总人口19838人，其中男性10175人，女性9663人；0—6岁人口3331人，其中男1719人，女1612人；识字率58.82%，其中男性为70.03%，女性为47.00%。